# Distribuzione di Landau
In teoria delle probabilità la distribuzione di Landau è una distribuzione di probabilità continua, la cui funzione di densità è definita dall'integrale complesso
{\displaystyle p(x)={\frac {1}{2\pi i}}\int _{c-i\infty }^{c+i\infty }\!e^{s\log s+xs}\,ds,}
dove {\displaystyle c} è un qualsiasi valore reale positivo e log è il logaritmo naturale.
Ai fini del calcolo numerico è diffusa la seguente forma di integrale equivalente:
{\displaystyle p(x)={\frac {1}{\pi }}\int _{0}^{\infty }\!e^{-t\log t-xt}\sin(\pi t)\,dt.}
La distribuzione di Landau è usata in fisica per descrivere le fluttuazioni di perdita di energia per ionizzazione di una particella carica in uno strato sottile di materia.
Prende il suo nome dal fisico Lev Davidovič Landau.